# Monte Macellaro
Il monte Macellaro (2646 m s.l.m.) è una cima montuosa appartenente al massiccio montuoso della Maiella, posta sul versante orientale, tra i territori dei comuni di Pacentro e Taranta Peligna.

## Descrizione
Il monte Macellaro costituisce una delle cime maggiori del massiccio della Maiella assieme al monte Amaro, al monte Acquaviva, al monte Pesco Falcone e alla cima delle Murelle. Il suo nome fa riferimento all'asprezza e alla ripidità del monte, che lo rendono pericoloso per il transito degli animali, che rischiano di precipitare e generare un'ecatombe, come se si fosse in un mattatoio.